# Pablo Agüero
Pablo Agüero (Mendoza, Argentina, 13 de mayo de 1977) es un director de cine y guionista franco-argentino que alcanzó renombre internacional con su cortometraje Primera Nieve, ganador del Premio del Jurado del Festival de Cannes en 2006 y al de Mejor Cortometraje en el Festival Internacional de Cine de Gijón.
Algunos de sus colaboradores han sido John Cale (Velvet Underground), quien actuó por primera vez en el cine en Salamandra. Gael García Bernal (Amores perros, La mala educación), Denis Lavant (Mister Lonely, Holy Motors) e Imanol Arias (La flor de mi secreto) fueron reunidos por primera vez en el film Eva no duerme. Jeanne Moreau interpretó una adaptación radial de Eva no duerme y una canción original junto a Gotan Project. Fue la última actuación de su vida. Géraldine Chaplin interpreta a Dios en Madres de los dioses.  

## Filmografía
- Lejos del sol (corto, 2005)
- Primera Nieve (corto, 2006)
- Salamandra (2008)
- 77 Doronship (2009)
- Madres de los Dioses (2015)
- Eva no duerme (2015)
- A Son of Man (2018)
- Akelarre (2020)

## Premios y nominaciones

### Ganador
- 2005 Mejor cortometraje en el Bafici por Lejos del Sol
- 2005 Mejor cortometraje en el Cork International Film Festival por Lejos del Sol
- 2006 Premio del Jurado (Festival de Cannes) por Primera Nieve
- 2006 Primer Premio en el Festival Internacional de Cine de Gijón por Primera Nieve
- 2006 Mejor Opera Prima otorgado por Instituto Nacional de Cine y Artes Audiovisuales por Primera Nieve
- 2009 Mejor Director en Bafici por 77 Doronship
- 2012 Grand Prix al Mejor Guion en SOPADIN, Francia, por Eva No Duerme
- 2015 Premio Ecuménico en Visions du réel por Madres de los Dioses
- 2015 Mejor Director por Eva no Duerme en el Festival Internacional de Cine de Amiens
- 2015 Mejor Película Argentina del Año en Pantalla Pinamar por Eva no Duerme
- 2015 Primer Premio en el IndieLisboa International Independent Film Festival por Eva no Duerme
- 2015 Cine en Construcción en el Festival de Cine Latinoamericano de Toulouse por Eva no Duerme
- 2015 Ciné-plus en el Festival de Cine Latinoamericano de Toulouse por Eva no Duerme
- 2016 Cóndor de Plata al Mejor Director por Eva no Duerme
- 2016 Mejor Fotografía Asociación de Cronistas Cinematográficos de la Argentina por Eva no Duerme
- 2016 Mejor Dirección de Arte Asociación de Cronistas Cinematográficos de la Argentina por Eva no Duerme
- 2016 Mejor Diseño de Vestuario Asociación de Cronistas Cinematográficos de la Argentina por Eva no Duerme
- 2016 Mejor Sonido Asociación de Cronistas Cinematográficos de la Argentina por Eva no Duerme
- 2019 Mejor Película en el Rhode Island International Film Festival por A Son of Man
- 2019 Premio ARTE en el Festival Internacional de Cine de San Sebastián por Akelarre
- 2021 6 Premios Goya por Akelarre

### Nominaciones
- 2006  Palma de Oro al mejor cortometraje por Primera Nieve
- 2006 Residencia Cinéfondation por Salamandra
- 2006 Cinéfondation Atelier por Salamandra
- 2006 Caméra d'Or por Salamandra
- 2006 Quincena de Realizadores por Salamandra
- 2015 Concha de Oro a la Mejor Película por Eva no Duerme
- 2016 11 Nominaciones de Asociación de Cronistas Cinematográficos de la Argentina para Eva no Duerme
- 2019 A Son of Man: seleccionada para representar a Ecuador en los Premios Óscar
- 2020 Quincena de Realizadores por Akelarre
- 2020 Concha de Oro a la Mejor Película por Akelarre
- 2021 6 Nominaciones a los Premios Feroz para Akelarre
- 2021 Mejor Película en los Premios Cinematográficos José María Forqué para Akelarre